# Hymenanthes macrophylla
Hymenanthes macrophylla là một loài thực vật có hoa trong họ Thạch nam. Loài này được (D. Don ex G. Don) H.F. Copel. mô tả khoa học đầu tiên năm 1948.